# Kamil Novotný (odbojář)
Kamil Novotný (12. srpna 1903 Zlonice – 7. ledna 1950 Věznice Pankrác) byl český řezník a protikomunistický odbojář odsouzený komunistickým režimem k trestu smrti a popravený v roce 1950.

## Životopis
Narodil se v roce 1903 v Zlonici. Po konci druhé světové války provozoval v Černčicích u Loun řeznictví.

### Po Únoru 1948

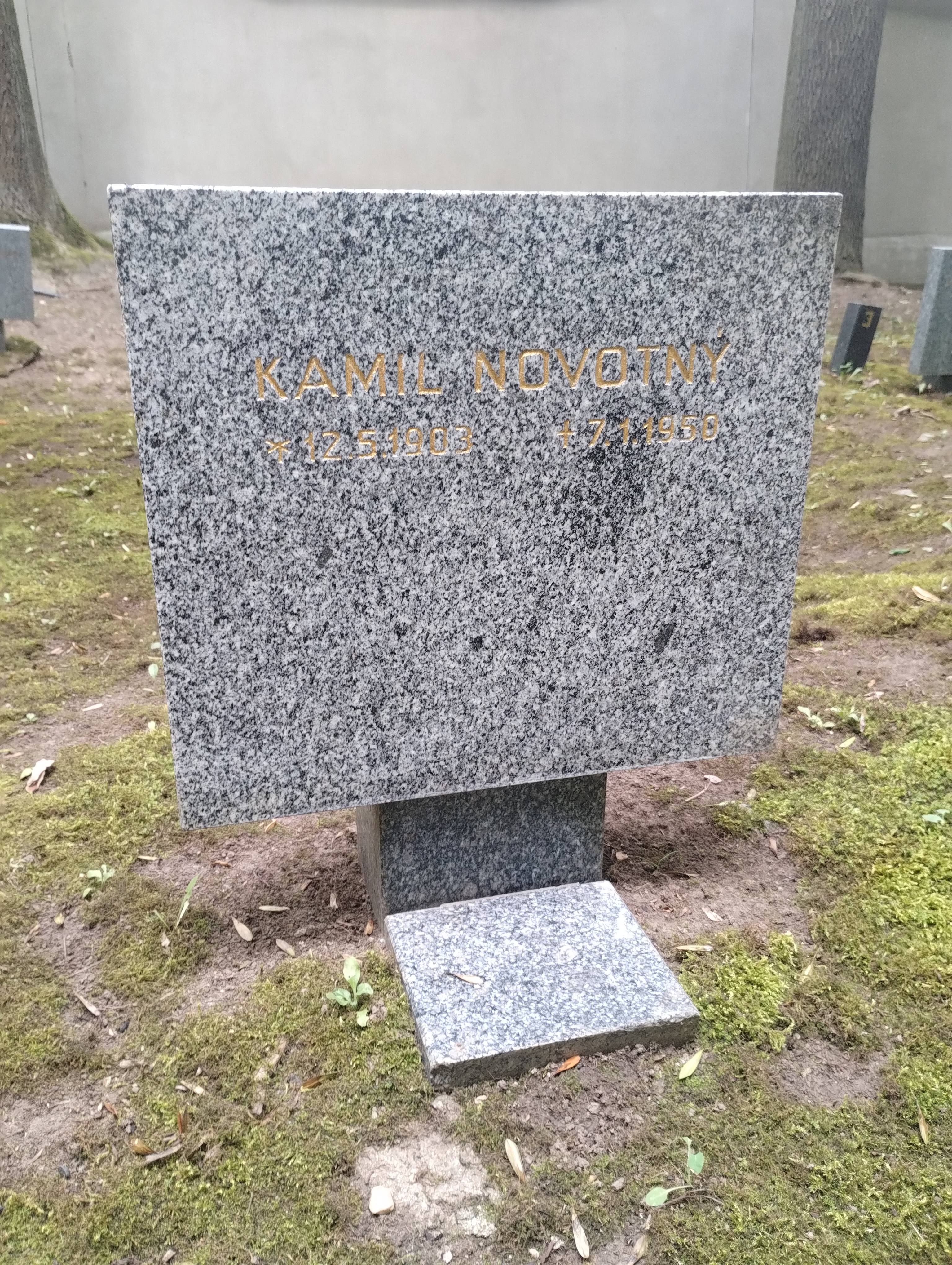
Symbolický náhrobek K. Novotného na Čestném pohřebišti v Ďáblicích

Po komunistickém převratu v roce 1948 se zapojil do protikomunistického odboje. Spolu s odbojářem Josefem Hořejším totiž založil odbojovou skupinu MAPAŽ. Předmětem činnosti skupiny mělo být kromě šíření protirežimních tiskovin také shromažďování zbraní či pomoc občanům Československa uprchnout ze země na západ. Skupina rovněž podnikla sérii bombových útoků, které ovšem nikoho neusmrtily. Skupina však byla agenty Státní bezpečnosti odhalena a Novotný byl, stejně jako její další členové, v srpnu 1949 zatčen. Ve vazbě byl poté mučen.
Za trestné činy velezrady, vyzvědačství, nedokonané vraždy, spolčení k útoku na veřejného činitele a zneužití moc úřední byl poté v říjnu 1949 v politickém procesu odsouzen k trestu smrti. Popraven byl v lednu 1950 spolu s Hořejším, Josefem Plzákem a Bohumilem Klemptem. V roce 1993 byl rehabilitován.

## Připomínka
Jeho jméno je uvedeno na pamětní desce umístěné na vnější fasádě budovy (lounské sokolovny) na adrese Osvoboditelů 638, 440 01 Louny. Na desce, která byla odhalena 6. ledna 1993 a je věnována vzpomínce na oběti protikomunistického odboje na Lounsku, je nápis: V TÉTO BUDOVĚ SE VE DNECH 22.-24.10.1949 / KONALO PŘELÍČENÍ STÁTNÍHO SOUDU V PRAZE / S 23 ČLENY PROTIKOMUNISTICKÉ SKUPINY Z LOUNSKA. // BYLY VYNESENY 4 TRESTY SMRTI A 4 TRESTY NA DOŽIVOTÍ. / OSTATNÍM ODSOUZENÝM VYNESL SOUD ÚHRNNÝ TREST / 254 LET V KOMUNISTICKÝCH ŽALÁŘÍCH. // KAMIL NOVOTNÝ JOSEF PLZÁK / JOSEF HOŘEJŠÍ BOHUMIL KLEMPT / BYLI 7.1.1950 POPRAVENI.

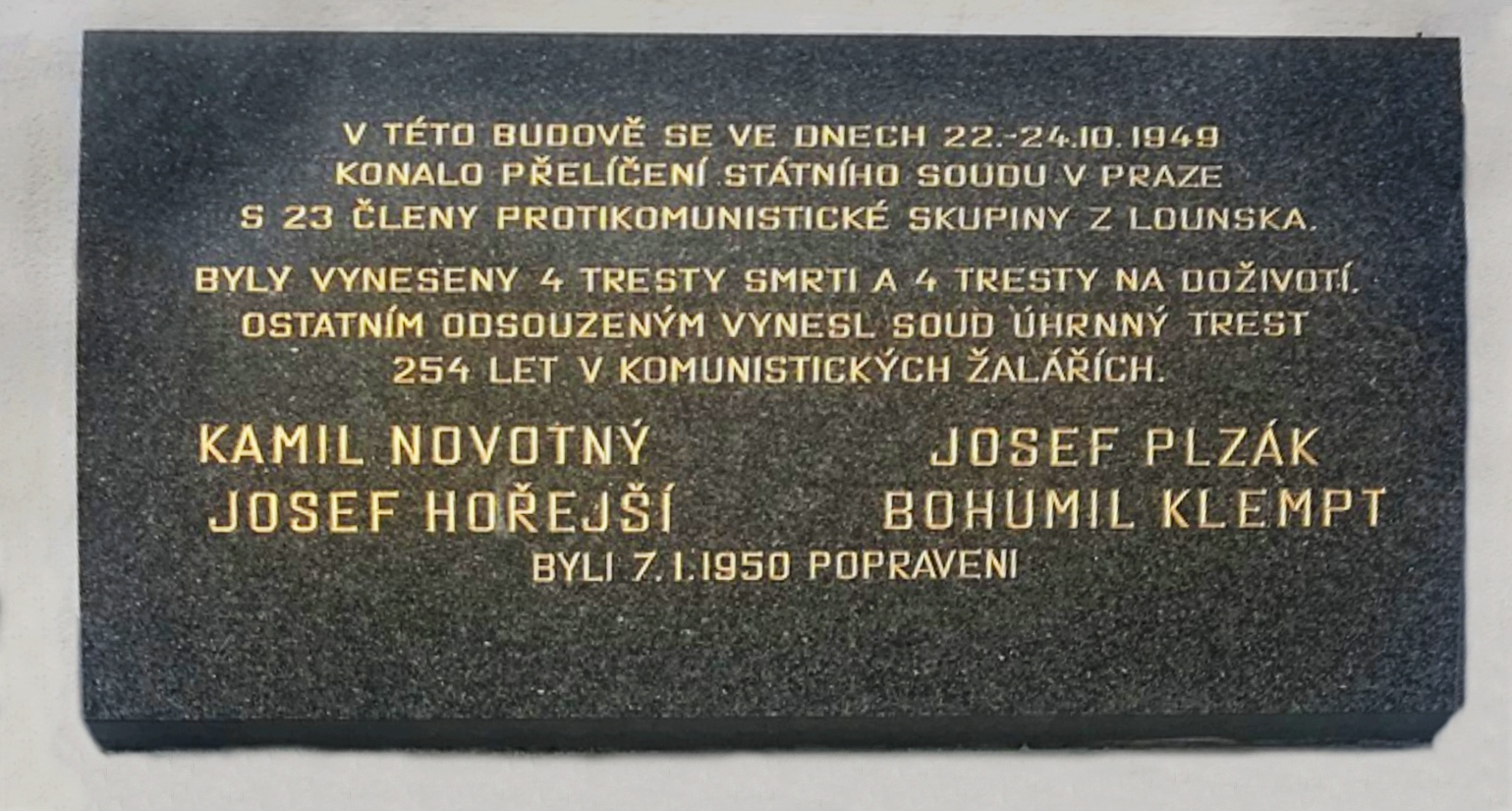
Pamětní deska na lounské sokolovně